# Alopatrijska specijacija
Alopatrijska specijacija je oblik specijacije. Nastaje zbog fizičkog odvajanja populacije kao što je zemljopisna izolacija.
U sili evolucijske promjene predstavlja utemeljiteljski učinak. Kritični događaj koji dopušta specijaciju jest postojanje barijere koja sprječava protok gena između populacija. Ta barijera je mehanizam izolacije. Ako je zemljopisna odvojenost mehanizam izolacije, događa se alopatrijska specijacija.